# Доцюк Володимир Федорович
Доцюк Володимир Федорович (*01.02.1936 — †28.11.2012) — почесний громадянин Чернівців, багаторічний керівник міста.

## Біографія
Народився Володимир Федорович 1 лютого 1936 року в селі Вовчинець Румунське королівство у простій селянській родині.
Середню освіту отримав у Вовчинецькій семирічній школі (1953).
Після закінчення Чернівецького залізничного училища (1955) був направлений на роботу у вагонне депо залізничної станції Чернівці.
Вищу освіту Володимир Федорович здобув у Дніпропетровському інституті інженерів залізничного транспорту.
Будучи обраним депутатом Ради депутатів трудящих Першотравневого району, 1958-го р. став членом її виконкому.
4 травня 1972 року Доцюка В. Ф. було обрано головою Чернівецької міської ради, яку він очолював до 11 березня 1985 року.
Незважаючи на то, що повноваження міськради та виконкому суттєво обмежувалась міським комітетом КПУ Володимиру Федоровичу вдалося долучитися до вирішення багатьох важливих питань для чернівецької громади. Було споруджено чимало житлових та промислових об'єктів, суттєва увага приділялася розвитку інфраструктури міста. Саме за керівництва Володимира Доцюка (1973) кількість мешканців обласного центру перетнула 200-тисячний рубіж. Саме він, як керівник Чернівців, зустрічав і проводжав вогонь Олімпіади 1980.
За заслуги перед громадою і містом та з нагоди 600-річчя Чернівців Володимир Доцюк був нагороджений медаллю «На славу Чернівців», а в жовтні 2012 року Володимиру Федоровичу було присвоєне звання почесного громадянина міста.
28 листопада 2012 року Володимира Федоровича Доцюка не стало. Похований у Чернівцях.